# Kasteel van Kerkom

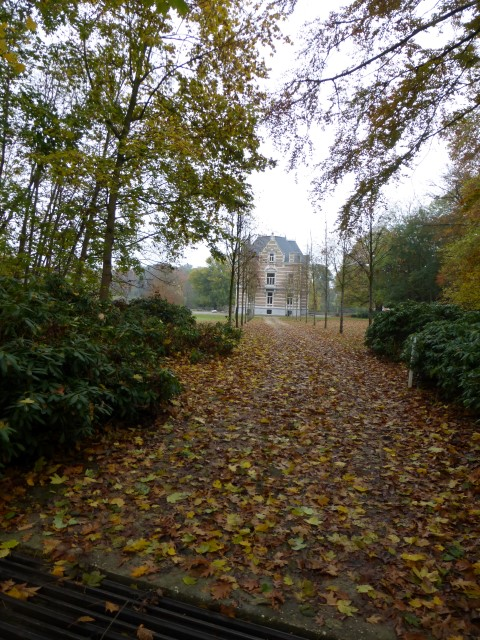
Oprijlaan van het kasteel van Kerkom

Het Kasteel van Kerkom (ook: Alstergoed) is een kasteel aan Kerkstraat 6 te Kerkom-bij-Sint-Truiden.
Dit kasteel was de zetel van de Heren van Kerkom. De naam Alstergoed is dan ook afkomstig van de familie Van Alsteren, die van eind 14e eeuw tot 1675 Heer van Kerkom was. De familie Van Schoor, eigenaars van 1707-1774, liet een classicistisch kasteel bouwen. In 1889 werd door de toenmalige eigenaar, baron F. de Moffart, iets ten noordwesten van dat kasteel, een nieuw kasteel in eclectische stijl gebouwd. Het classicistische kasteel werd grotendeels gesloopt. Slechts de noordoostelijke vleugel en de oostelijke hoektorens bleven bewaard. Hier bevonden zich de verblijven voor de bedienden en het wagenhuis.
De beide gebouwen liggen in een park. Er is een terrasvormige tuin en daarin, op elk van de twee hoeken, een achtkantig tuinpaviljoen uit 1760.